# 15 Year Killing Spree
15 Year Killing Spree je prvi kompilacijski album američkog death metal-sastava Cannibal Corpse objavljen 4. studenoga 2003. godine, a objavila ga je diskografska kuća Metal Blade Records.

## Popis pjesama

### Disc 1 (CD)
1. "Shredded Humans" – 5:11
2. "Put Them to Death" – 1:48
3. "Born in a Casket" – 3:19
4. "A Skull Full of Maggots" – 2:06
5. "Gutted" – 3:15
6. "Covered with Sores" – 3:17
7. "Vomit the Soul" – 4:30
8. "Hammer Smashed Face" – 4:04
9. "Addicted to Vaginal Skin" – 3:32
10. "The Cryptic Stench" – 3:58
11. "Staring Through the Eyes of the Dead" – 3:30
12. "Stripped, Raped and Strangled" – 3:27
13. "The Pick-Axe Murders" – 3:03
14. "The Bleeding" – 4:20
15. "Zero the Hero" (obrada Black Sabbatha) – 6:35

### Disc 2 (CD)
1. "Devoured by Vermin" – 3:12
2. "Disfigured" – 3:49
3. "Monolith" – 4:25
4. "I Will Kill You" – 2:48
5. "Sentenced to Burn" – 3:07
6. "Gallery of Suicide" – 3:56
7. "Dead Human Collection" – 2:30
8. "The Spine Splitter" – 3:10
9. "Pounded into Dust" – 2:17
10. "I Cum Blood" (live) – 4:06
11. "Fucked with a Knife" (live) – 2:27
12. "Unleashing the Bloodthirsty" (live) – 4:15
13. "Meathook Sodomy" (live) – 5:16
14. "Savage Butchery" – 1:51
15. "Pit of Zombies" – 3:59
16. "Sanded Faceless" – 3:52
17. ”Systematic Elimination" – 2:52

### Disc 3 (CD)
1. "A Skull Full of Maggota" (Demo) – 2:25
2. "The Undead Will Feast" (Demo) – 3:01
3. "Scattered Remains, Splattered Brains" (Demo) – 2:41
4. "Put Them to Death" (Demo) – 1:53
5. "Bloody Chunks" (Demo) – 2:26
6. "Unburied Horror" – 3:28
7. "Mummified in Barbed Wire" (Demo) – 3:07
8. "Gallery of the Obscene" – 3:37
9. "To Kill Myself" – 3:41
10. "Bloodlands" (Demo) – 4:29
11. "Puncture Wound Massacre" (Demo) – 1:43
12. "Devoured by Vermin" (Demo) – 3:11
13. "Chambers of Blood" (Demo) – 4:10
14. "Disembered and Molested" (Demo) – 1:57
15. "Gallery of Suicide" (Demo) – 3:58
16. "Unite the Dead" (Demo) – 3:04
17. "Crushing the Despised" (Demo) – 1:50
18. "Headless" (Demo) – 2:26
19. "Bethany Home (A Place to Die)" (obrada The Acccused) – 3:19
20. "Endless Pain" (obrada Kreatora) – 3:10
21. "Behind Bars" (obrada Razora) – 2:19

### Disc 4 (DVD)
1. "Scattered Remains, Splattered Brains" (live)
2. "The Undead Will Feast" (live)
3. "Escape the Torment" (live)
4. "Bloody Chunks" (live)
5. "Enter at Your Own Risk" (live)
6. "Put Them to Death" (live)
7. "A Skull Full of Maggots" (live)
8. "Drum Sessions & Bass Guitar Overdub"
9. "Shredded Humans" (live)
10. "The Cryptic Stench" (live)
11. "Meathook Sodomy" (live)
12. "Edible Autopsy" (live)
13. "I Cum Blood" (live)
14. "Gutted" (live)
15. "Entrails Ripped from a Virgin's Cunt" (live)
16. "Beyond the Cemetery" (live)
17. "A Skull Full of Maggots" (live)
18. "From Skin to Liquid" (live)
19. "Savage Butchery" (live)
20. "Devoured by Vermin" (live)
21. "Stripped, Raped and Strangled" (live)
22. "Disposal of the Body" (live)
23. "Pounded into Dust" (live)
24. "Addicted to Vaginal Skin" (live)
25. "Meathook Sosomy" (live)
26. "Pit of Zombies" (live)
27. "Hammer Smaahed Face" (live)

## Članovi sastava
- George "Corpsegrinder" Fisher – vokali
- Chris Barnes – vokali
- Jack Owen – gitara
- Bob Rusay – gitara
- Rob Barrett – gitara
- Pat O'Brien – gitara
- Alex Webster – bas-gitara
- Paul Mazurkiewicz – bubnjevi